# سند جا ری
سند جا ری (به انگلیسی: Seund Ja Rhee؛ به کره‌ای: 이성자؛ ۳ ژوئن ۱۹۱۸ – ۸ مارس ۲۰۰۹) همچنین شناخته شده با نام سونگجا لی (به انگلیسی: Seongja Lee) نقاش، چاپگر و سفالگر اهل کره جنوبی بود.
او یک زن هنرمند پرکار بود و از او بیش از ۱۰۰۰ نقاشی ۷۰۰ اثر چاپی ۲۵۰ سرامیک و سفال و همچنین نقشه‌های متعدد برجای مانده است. او در طول عمر خود ۸۴ نمایشگاه انفرادی و تقریباً ۳۰۰ نمایشگاه گروهی عمدتاً در فرانسه و کره جنوبی برگزار کرد.

## زندگی
سند جا ری در جینگجو در ایالت جئونسانگنام-دو در کره جنوبی تحت استعمار ژاپن متولد شد. او تحصیلات خود را در دبیرستانی دخترانه ادامه داد و پس از آن در سال ۱۹۳۸ برای تحصیل در دانشگاه زنان جیسن در توکیو به ژاپن رفت. در سال ۱۹۳۸ او به کره بازگشت و ازدواج کرد.
در سال ۱۹۵۱ او بخاطر جنگ کره از سه پسرش جدا شد. سپس او به پاریس رفت تا در آکادمی ده لا گراند چومیر ادامه تحصیل بدهد. در سال ۱۹۵۸ او به توررتتس، وار در جنوب فرانسه نقل مکان کرد که در آنجا در سال ۱۹۹۶ نمایشگاه خود و آتلیه بزرگش را به شیوه کره‌ای بنام «راه شیری» را دایر کرد.
در ۳ ژوئن ۲۰۱۶، موتور جستجوی گوگل ۹۸مین سالگرد تولد او را با تغییر لوگوی گوگل دودل صفحهٔ اصلی خود در کره جنوبی جشن گرفت.